# Księżniczka na lodzie
Księżniczka na lodzie – film familijny w reżyserii Tima Fywella z 2005 roku. Amerykańska premiera kinowa odbyła się 18 marca 2005 roku, natomiast polska 14 września 2005 roku na DVD (wersja z lektorem). Wersja z dubbingiem miała premierę 5 grudnia 2010 roku na kanale Disney Channel.

## Fabuła
Casey Carlyle (Michelle Trachtenberg) marzy, by zostać mistrzynią w jeździe figurowej na lodzie. Jest natomiast niezgrabnym molem książkowym, której matka (Joan Cusack) ma wielkie aspiracje i chce posłać ją na jeden z czołowych uniwersytetów. Gdy jednak Casey przemyślnie podąża za głosem swego serca, okazuje się, że przemiana jest możliwa. Dziewczyna poznała też chłopaka, z którym połączyła ją miłość.

## Obsada
- Michelle Trachtenberg jako Casey Carlyle
- Joan Cusack jako Joan Carlyle
- Kim Cattrall jako Tina Harwood
- Hayden Panettiere jako Gen Harwood
- Trevor Blumas jako Teddy Harwood
- Kirsten Olson jako Nikki Fletcher
- Diego Klattenhoff jako Kyle Dayton

## Wersja polska
- wersja polska: SDI Media Polska
- reżyseria: Artur Kaczmarski
- dialogi: Marta Robaczewska
- lektor: Artur Kaczmarski

Dubbing
- Marta Dobecka – Casey
- Elżbieta Jędrzejewska – Tina
- Katarzyna Tatarak-Walentowicz – Joan
- Agnieszka Fajlhauer – Gen
- Paweł Ciołkosz – Teddy
- Justyna Bojczuk – Nikki
- Joanna Pach – Ann
- Magdalena Krylik-Gruziel – Zoey Bloch
- Piotr Bajtlik
- Olga Omeljaniec
- Barbara Zielińska – Mama Nikki
- Leszek Zduń
- Grzegorz Drojewski
- Anna Sztejner
- Cezary Nowak
- Artur Kaczmarski